# Частотний словник
Частотний словник — словник, у якому кожне слово характеризується певним числом, що вказує на кількість вживань цього слова в обстеженому масиві текстів, тобто на його абсолютну частоту в цих текстах. У багатьох словниках частота кожного слова в обстежених текстах оцінюється статистично: обраховується відносна похибка, коефіцієнт стабільності чи інші статистичні показники.
Історія укладання частотних словників налічує менше століття. За цей порівняно невеликий час такі словники створено майже для всіх індоєвропейських мов, а також для мов інших сімей. Уже видано понад 400 частотних словників, а кількість тих, над якими ведеться робота, значно більша.
Інтерес до статистичного обстеження великих сукупностей текстів зумовлюється, з одного боку, внутрішньою логікою розвитку мовознавства, необхідністю глибше проникнути в закони функціонування мовних одиниць у мовленні, з другого — практичними застосуваннями надбань мовознавства, потребами суспільства.
Навіть просте спостереження над текстом показує, що слова щодо їхньої частоти вживаються не однаково: одні повторюються мало не в кожному абзаці, інші — рідше, деякі — надзвичайно рідко. Для відображення цієї закономірності мовознавці користуються такими поняттями, як «поширене», «частовживане», «малопоширене», «маловживане», «непоширене», «рідковживане» і под. Проте ці поняття не можуть дати уявлення про науково обґрунтовану міру вживаності слів, про сфери їх переважного використання, про істотні відмінності у вживанні слів чи груп слів у стильових різновидах текстів. Розкрити всі ці закономірності функціонування лексики (чи інших одиниць мови) можна лише за допомогою статистичних методів. Саме тому вони набули такого широкого застосування у мовознавчих дослідженнях за останні десятиліття.
Без статистичних обстежень великих масивів текстів, що належать до різних функціональних стилів і жанрів, не можна було б виявити хоча б такі закономірності, як обмеженість реєстру слів у будь-якому тексті чи масиві текстів, закон переваги, за яким невелика кількість мовних одиниць вживається дуже часто, а решта — з невеликою частотою. Зараз встановлено багато статистичних закономірностей та параметрів, які показують функціонування лексики в різножанрових текстах. Всі вони знайшли практичні застосування, такі, як відбір лексичного мінімуму при вивченні іноземних мов, створення ефективних систем стенографії, атрибуція непідписаних рукописів, створення економних алгоритмів кодування текстів для ЕОМ, а також систем машинного опрацювання текстів — машинний переклад, інформаційний пошук, автоматичне реферування й анотування літератури. Практичні потреби статистичного обстеження текстів для опрацювання їх на ЕОМ набувають особливо великої ваги в період науково-технічної революції. Тому якщо перші частотні словники створювалися з метою вдосконалення систем стенографії та для відбору лексичного мінімуму, то в наші дні частотні словники створюються в основному для потреб інформаційного пошуку та машинного перекладу.
Велику цінність мають частотні словники з окремих жанрів. Вивчені міри їхньої схожості і характеру статистичного розподілення дає цікаві відомості про якісне розшарування лексики в залежності від сфери вживання. Питання систематизації словникового складу пов'язані з розмежуванням в ньому активного і пасивного запасу, що в свою чергу потребує диференційного підходу до усної та пасивної мови, віковим, професійним та освітнім категорія носіїв мови.

## Частотні словники української мови
- Частотний словник сучасної української художньої прози / За ред. Перебийніс В. C. К.: Наукова думка, 1981. Т. 1, 2.
- Обернений частотний словник сучасної української художньої прози / Укл.: Т.О.Грязнухіна, H.П.Дарчук, Є.А.Карпіловська та ін.; Міжнар.фонд "Відродження". — К.: Спалах, 1998. — 960 с.
- Бук С. Велика проза Івана Франка: електронний корпус, частотні словники та інші міждисциплінарні контексти : монографія / Львів : ЛНУ імені Івана Франка, 2021. 424 с. ISBN 978-617-10-0636-2
- Бук С. 3 000 найчастотніших слів наукового стилю сучасної української мови. Львів: ЛНУ імені Івана Франка, 2006. 192 с. ISBN 966-613-409-8
- Бук С. 3 000 найчастотніших слів розмовно-побутового стилю сучасної української мови. Львів: ЛНУ імені Івана Франка, 2006. 180 с. ISBN 966-613-407-1
- Бук С. Частотний словник роману Івана Франка "Основи суспільності" : Інтерпретація твору крізь призму статистичної лексикографії / Соломія Бук ; Ф. С. Бацевич (наук. ред).– Львів: ЛНУ імені Івана Франка, 2012.—  264 с.
- Бук С., Ровенчак А. Частотний словник роману Івана Франка "Перехресні стежки" // Стежками Франкового тексту (комунікативні, стилістичні та лексичні виміру роману "Перехресні стежки"). Львів: Видавничий центр ЛНУ імені Івана Франка, 2007. С. 138-369.
- Бук С. Частотний словник повісті Івана Франка "Boa constrictor" (редакція 1884 р.) // Стежками Франкового тексту (комунікативні, лінгвосеміотичні, когнітивні та лінгвостатистичні виміри прози. Львів: ЛНУ імені Івана Франка, 2013. С. 202-501.
- Колекція електронних частотних словників на порталі Mova.info [Архівовано 28 березня 2016 у Wayback Machine.]
- Frequency Dіctіonary Ukraіnіan = Частотний словник української мови / Ed. by U. Quasthoff, S. Fіedler, E. Hallsteіnsdóttіr; іn collaboratіon wіth S. Buk, A. Rovenchak, and D. Goldhahn. Leіpzіg : Leіpzіger Unіversіtätsverlag, 2016. X, 115 p.  ISBN978-3-96023-008-3